# Kodak Alaris
Kodak Alaris ist ein britisches Unternehmen im Bereich der Fotografie mit Sitz in Hemel Hempstead. Es ist in 30 Ländern aktiv.

## Geschichte
Kodak Alaris entstand am 3. September 2013 durch die Übernahme der Geschäftsbereiche Personalised Imaging und Document Imaging des insolventen Unternehmens Kodak durch die KPP Trustees Ltd. des britischen Pensionsfonds Kodak Pension Plan of the United Kingdom für 650 Millionen US-Dollar und dem Verzicht von Ansprüchen gegen Kodak in Höhe von 2,8 Milliarden US-Dollar, nachdem ein ursprünglicher Verkauf an Brother Industries gescheitert war. KPP kaufte Kodak Alaris mit der Absicht, die Pensionen der Kodak-Pensionäre im Vereinigten Königreich zu sichern, welche durch die Insolvenz der Eastman Kodak Company ihren Zahler verloren haben. Im Zuge dieser Übernahme wechselten 4.700 Mitarbeiter aus 30 Ländern zu Kodak Alaris, das einen Jahresumsatz von 1,3 Milliarden US-Dollar erwartete. Der Zusatz Alaris wurde vom lateinischen Wort Alacritas abgeleitet, was auf Deutsch lebhaft bedeutet. Sitz des neuen Unternehmens ist London. Lediglich das Fotopapier wird direkt bei Kodak Alaris hergestellt; die Fotofilme werden vom ehemaligen Mutterkonzern Kodak in den USA hergestellt und von Kodak Alaris lediglich vertrieben. Kodak Alaris hat eine zeitlich unbefristete Lizenz zur Nutzung des Markennamens Kodak erhalten. Am selben Tag verließ das ehemalige Mutterunternehmen Kodak, das sich nun auf das professionelle Druckergeschäft konzentrieren wollte, das Insolvenzverfahren.
Als Präsident der Sparte Personalized Imaging fungierte Dennis Olbrich; die Sparte Document Imaging wurde von Dolores Kruchten als Präsidentin geführt. Beide arbeiteten in Rochester. Als CEO des Gesamtkonzerns wurde am 14. Februar 2014 der deutsche Manager Ralf Gerbershagen ernannt, der zuvor bei Motorola Mobility arbeitete und das Unternehmen vom Firmensitz in Hemel Hempstead leitete. Er trat diesen Posten am 1. April 2014 offiziell an und löste damit Interims-Chef Steven Ross ab. Chairman of the Board war seit dem 1. Mai 2014 der ehemalige IBM-Manager Mark Elliott, der in Florida ansässig ist. Elliott verließ das Unternehmen am 9. Oktober 2020 und ging in den Ruhestand.
Im Geschäftsjahr 2014 erzielte Kodak Alaris einen Umsatz von rund 1 Milliarde US-Dollar bei einem operativen Verlust von 32,1 Millionen US-Dollar. Erwartet wurden 1,3 Milliarden US-Dollar Umsatz. Im Jahr 2021 lag der Verlust bei 39 Millionen US-Dollar, 2022 bei 17 Millionen US-Dollar.
Im Jahr 2015 war Kodak Alaris in die Sparten Retail Systems Solutions and Event Imaging Solutions, geleitet von Nicoletta A. Zongrone und Paper & Output Systems and Film Capture, geleitet von Dennis Olbrich eingeteilt. Dolores Kruchten verließ Kodak Alaris mit Wirkung Ende Mai 2015 und wechselte zum bisherigen Mutterkonzern Eastman Kodak Company, wo sie am 19. August 2015 zur stellvertretenden Leiterin des Eastman Business Park in Rochester (Kodaks größter Produktions- und Entwicklungsstätte) berufen wurde.
Im April 2016 kündigte das Unternehmen an, seine Produktionsstätte in Harrow (London) mit 250 Mitarbeitern Ende des Jahres schließen zu wollen. Das Werk wurde 1890 von George Eastman eröffnet und stellte zuletzt Fotopapier her. Wenige Tage später trat der CEO Ralf Gerbershagen zurück. Sein Nachfolger wurde der bisherige COO Jeff Goodman. Zum 1. Januar 2017 wurde der Franzose Marc Jourlait vom Chairman Mark Elliott zum CEO berufen, der das Unternehmen anders als Ralf Gerbershagen jedoch nicht vom Hauptsitz in Hemel Hemdstead aus führte, sondern aus Rochester, New York, wo sich die wesentlichen operativen Geschäftsbereiche des Unternehmens befinden.
Mit Stand 2019 bestand Kodak Alaris aus den vier Bereichen Kodak Moments (Fotokioske), PPF (Papier, Fotochemie und Film), Alaris (Dokumentenscanner) und AI Foundry (Software). Der Bereich PPF wurde kurz vor seinem Verkauf in PPDS (Paper, Photochemicals, Display and Software) umbenannt.
Ende Januar 2018 wurde bekanntgegeben, dass der Geschäftsbereich PPF (Papier, Fotochemie und Film), bzw. zwischenzeitlich PPDS, welcher inzwischen weniger als ein Viertel des Gesamtumsatzes von Kodak Alaris ausmacht, zum Verkauf steht. Da Filme nie durch Kodak Alaris, sondern stets durch die ehemalige Muttergesellschaft Eastman Kodak Company produziert wurden, welche auch weiterhin die Rechte an den Rezepturen hält, und die letzten eigenen Produktionsstätten für Fotopapier bis auf eine Konfektionierung in Brasilien (welche jedoch Fotopapier für die Fotokioske von Kodak Moments produziert und daher nicht in den Verkaufsprozess eingeschlossen ist) geschlossen wurden, beinhaltete das zum Verkauf stehende Geschäft lediglich die weltweiten Produktions- und Vertriebsrechte für Entwicklerflüssigkeiten und Fotopapier der Marke Kodak. Als Verkaufspreis wurden 34 Millionen US-Dollar genannt. Die Vertriebsrechte für die von der Eastman Kodak Company hergestellten Filme verblieben jedoch bei Kodak Alaris.
Da Kodak Alaris während seines Bestehens kaum profitabel arbeitete, entstand beim bisherigen Eigentümer KPP ein Defizit in Höhe von 1,5 Milliarden Britischen Pfund. Sollte es nicht gelingen dieses Defizit durch Verkäufe von Geschäftsbereichen oder eine gestiegene Profitabilität zu verkleinern, würde Kodak Alaris an den UK Pension Protection Fund weitergereicht werden, einen von der britischen Regierung eingerichteten Pensionsfonds mit der Aufgabe, Pensionsansprüche zu bedienen, welche durch die Pensionsfonds der ehemaligen Arbeitgeber nicht mehr bedient werden können. Im November 2020 wurde der Bereich PPDS an die chinesische Sino Promise Group verkauft, der Bereich AI Foundry ging an die Gateless Group. Das verbliebene Unternehmen mit den Bereichen Alaris und Kodak Moments wurde gleichzeitig vom Kodak Pension Plan of the United Kingdom an den UK Pension Protection Fund weitergereicht. Kodak Alaris erhielt vom UK Pension Protection Fund eine Kreditlinie über 50 Millionen US-Dollar.
Im Juni 2020 bildete Kyocera Document Solutions eine strategische Allianz mit Kodak Alaris für den Vertrieb der Scanner.
Am 1. April 2022 löste der ehemalige Nokia-Manager Paul Wells seinen Vorgänger Mark Alflatt, welcher den Posten nach dem Abgang von Marc Jourlait im Juli 2020 übernahm, als CEO ab.
Im April 2023 stellte die Sino Promise Group die Produktion der Entwicklerflüssigkeiten von Kodak aufgrund finanzieller Schwierigkeiten ein. Die Produktionsrechte wurden von Kodak an die Photo Systems Inc. aus Michigan weitergereicht.
Mit Wirkung zum 1. August 2024 wurde Kodak Alaris vom UK Pension Protection Fund an den US-amerikanischen Finanzinvestor Kingswood Capital Management aus Los Angeles verkauft. Wenig später wurde Paul Wells durch Jon Bostock als CEO abgelöst.
In Deutschland ist das Unternehmen durch die Kodak Alaris Germany GmbH mit Sitz in Stuttgart vertreten.

## Produktionsstätten
Inzwischen betreibt Kodak Alaris nur noch eine Fabrik für Fotopapier in Manaus, Brasilien.
Weitere Produktionsstätten von Kodak Alaris befanden sich in den folgenden Orten, wurden jedoch in der Zwischenzeit geschlossen oder an externe Dienstleister weitergereicht:

- Volksrepublik China:
  - Shanghai
  - Xiamen
  - Wuxi
- Indien:
  - Malanpour
- Russland:
  - Pereslawl-Salesski
- Vereinigtes Königreich:
  - Harrow (London)
- Vereinigte Staaten:
  - Windsor (Colorado)
  - Rochester (New York)

## Produkte
- Fotokioske (Kodak Moments)
- Dokumentenscanner
- Scansoftware